# Патрис Евра
Патрѝс Латѝр Евра̀ (на френски: Patrice Latyr Evra) e френски футболист, защитник, роден на 15 май 1981 г. в Дакар, Сенегал.

## Кариера
Пристигането на защитника само дни след трансфера на Неманя Видич, имаше за цел да подсили защитата на отбора, която изпитваше проблеми след дългото отсъствие на Габриел Хайнце.
Въпреки че бяха изминали само 24 часа от неговото установяване на Олд Трафорд, Евра беше избиран 5 пъти за капитан. Той беше капитан в Монако, където се утвърди като бърз, организиран, с афинитет към атаката футболист способен да играе дори по лявото крило.
Евра започва кариерата си в Италия след като скаут от Масала го довежда в Льо Ули, същото място, където Тиери Анри е израснал. След един сезон в Серия В, той напредва в Серия Б като футболист на Монца. През 2000 г. се завръща във Франция за отбора на Ница, трансформирайки се от ляво крило към ляв бек. След два сезона е привлечен от Монако.
Оттук нататък започва да се изявява на голямата сцена. Става шампион с Монако през 2003 г., след което помага на отбора да достигне финал в Шампионската лига през 2004 г.
Патрис споделя, че първият му треньор в Монако – Дидие Дешам, е оказал голямо влияние върху кариерата му, посочвайки, че „той е пренесъл върху него хъса да победи на всяка цена“.
След колебливия си старт през зимата на 2006 г., когато се присъединява към „червените дяволи“ в труден за тях сезон, Патрис показва своята форма по време на сезон 2006/2007 когато „Юнайтед“ си връща титлата в Премиършип.
Усилията на Евра да се адаптира към играта на отбора дадоха резултат и той забоде първите си голове в Премиършип и Шампионската лига срещу Евертън и Рома.
Формата на Евра е прекъсната от няколко контузии, но успешният му сезон с Юнайтед е забелязан от футболните специалисти и той е включен в най-добрия отбор за сезон 2006/2007.
През следващата кампания Патрис Евра пропуска само осем мача от триумфа на „червените дяволи“ в Премиършип и Шампионската лига.
Физическата форма, която французинът демонстрира бяха от голяма значение е представянето в защита, а изобилната му енергия беше в основата на чудесната игра на „червените дяволи“ по крилото, въпреки че не успя да се разпише нито веднъж през този възхитителен сезон. Най-хубавото бе, че Патрис успя да запази тази си форма и през сезон 2008/09, помагайки на Юнайтед да и да спечелят за трети пореден път титлата във Висшата Лига. През юни 2008 година Евра подписа нов договор с Юнайтед, който ще го задържи на Олд Трафорд до лятото на 2012.
На 21 юли 2014 г. Евра подписва с италианския Ювентус.

## Успехи

### Манчестър Юнайтед
- Висша Лига: 2006 – 07, 2007 – 08, 2008 – 09, 2010 – 11
- Карлинг Къп: 2005 – 06, 2008 – 09, 2009 – 10
- Къмюнити Шийлд: 2007, 2008, 2010, 2011
- Шампионска лига: 2007 – 08
- Световно клубно първенство: 2008

### Ювентус
- Серия А: 2014 – 15, 2015 – 16
- Купа на Италия (1) – 2015
- Суперкупа на Италия (1) – 2015

## Индивидуални награди
- Отбор на сезона: 2007, 2009